# 大中央車站 (芝加哥)
芝加哥大中央車站（英語：Grand Central Station）是歷史上位於美國芝加哥市區的一座大型客運終點站，原址位於芝加哥河河畔盧普區南側，緊鄰哈里森街、韋爾斯街和波克街。車站最初由威斯康星中央鐵路建設，由建築師Solon Spencer Beman設計車站主體建築。車站其後數度易手，1890年由芝加哥和北太平洋鐵路完工及啟用，後來易手予巴爾的摩和俄亥俄鐵路作為其在芝加哥的總站，直至1969年11月8日關閉，最終於1971年被拆除。
歷史上有多家鐵路公司使用大中央車站作為其線路在芝加哥的總站：蘇線鐵路（威斯康星中央鐵路的後繼者）、芝加哥大西方鐵路及佩雷·馬凱特鐵路。巴爾的摩和俄亥俄鐵路經營的著名列車，例如開往華盛頓特區的首都特快列車停靠該站。

## 建築構造

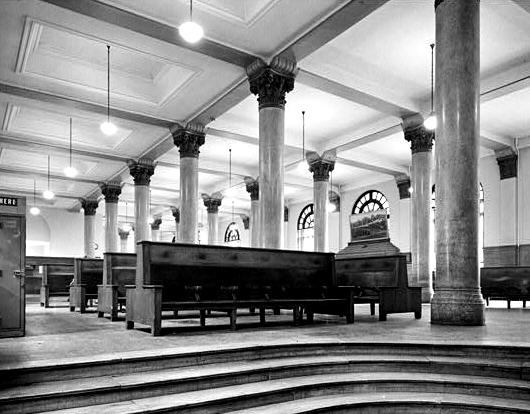
大中央車站的候車室，天花板高26英尺（約8米），地板由大理石鋪設

1889年10月，威斯康星中央鐵路的一家子公司決定在芝加哥市區哈里森街和韋爾斯街（當時稱第五大道）路口的西南側新建一座車站，以替代其附近的臨時停車場。新站位置緊鄰芝加哥河南支行船道，以方便和五大湖發達的水系貨運相接駁。
車站的主樓風格為羅馬文藝復興式，由當時因為設計普爾曼機車廠生活區而聲名狼藉的建築師Solon S. Beman擔綱。車站主體由磚，褐沙石和花崗岩建造，哈里森街側長228英尺（70米），韋爾斯街側長482英尺（147米）。面向哈里森街正面有令人印象深刻的大型拱門，主樓外牆上有類似城堡的垛口和塔樓。主樓的東北角有一座高達247英尺（75米）的大型鐘樓。Beman較早將浮筏系統（Floating raft system）運用在建築上，以應對芝加哥市區鬆軟的土質。鐘樓的樁柱地基深55英尺（16.8米）。鐘樓頂部有一座巨大的四面鐘（錶盤直徑13英尺（4米），曾經一度是美國最大的四面鐘），並懸掛一座巨大的座鐘，重達11,000磅（4,990千克），每小時敲響報時。後大鐘被移除但四面鐘被保留直至建築被拆毀。
大中央車站內部亦裝飾豪華精美。主候車室地盤鋪設以大理石，並由科林斯柱式支撐天花板。窗戶玻璃為染色玻璃，並擁有一個餐廳，一個大理石鋪設的壁爐。車站主樓內部亦經營有旅館，能提供100個房間的住宿。旅館於1901年歇業後，此後再未開放。

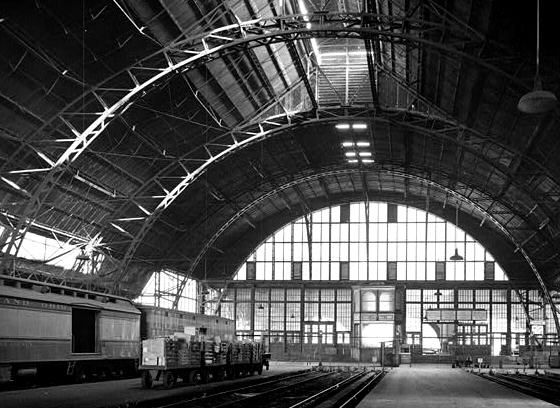
大中央車站月台區巨大的停車棚

大中央車站主樓之後為月台區，一座大型拱式鋼筋玻璃結構停車棚籠罩在月台區之上，長555英尺（169米），寬156英尺（48米），高78英尺（24米），建成時為世界上最大的鐵路車站停車棚，為鐵路建築史上的傑作。大中央車站共有4座港灣式月台，6條到發線，可收納列車編組最長為15節車廂以上。車站最終完成時造價逾一百萬美元。
1890年12月8日，大中央車站正式啟用，芝加哥和北太平洋鐵路（北太平洋鐵路的子公司）為車站的擁有者和第一個使用者。在此之前，有誌於打入芝加哥鐵路市場的北太平洋鐵路從威斯康星中央鐵路手中購下了尚在建設中的大中央車站和路軌。威斯康星中央鐵路亦使用本站，其線路在森林公園村借道北太平洋鐵路的路軌進入車站。在此地借道北太平洋鐵路的還有明尼蘇達和西北鐵路。1891年12月起，巴爾的摩和俄亥俄鐵路開始使用本站，1903年，佩雷·馬凱特鐵路亦加入。
1893年美國爆發經濟危機，北太平洋鐵路於該年10月破產，被迫拍賣大中央車站和其所屬軌道。巴爾的摩和俄亥俄鐵路於1910年將其買下，並將芝加哥和北太平洋鐵路改頭換面為“巴爾的摩和俄亥俄終點鐵路”繼續經營車站及路軌。

## 主要列車

通往大中央車站的列車必須經由巴爾的摩和俄亥俄終點鐵路線路。注意所有進站列車必須先繞行到芝加哥西側然後向東進站，巴爾的摩和俄亥俄鐵路前往芝加哥以東地區的列車必須經由一段7英里（11公里）長岩島鐵路的聯絡線

從建成啟用起，大中央車站就是全芝加哥七大總站中最小和客流最少的，甚至在鐵路運輸的鼎盛年代亦如此。大中央車站從未成為長途城際旅客的主要集散地，亦沒有大量通勤列車使用。1912年，大中央車站全年客流量僅為3,175人次，每日收發列車38次（包括了巴爾的摩和俄亥俄鐵路運營的4次通勤列車），佔芝加哥市鐵路運輸總客運量的4.5%。當時芝加哥迪爾波恩車站日收發列車146次，拉塞爾街車站191次，聯合車站281次，西北車站310次，中央車站373次。
造成大中央車站列車偏少的主要原因是其怪異的路軌佈局，使得其他鐵路公司望而卻步。開往必須兜一個大圈子，向西繞道西南芝加哥工業區，再折向東。雖然巴爾的摩和俄亥俄鐵路專注於城際客運事業，將其旗下著名的列車如首都特快號在本站首發，大中央車站的其他使用者，如蘇線鐵路，芝加哥和大西方鐵路，和佩雷·馬凱特鐵路對客運事業興致缺缺，導致大中央車站一致無法如其他總站一般興盛。

### 城際列車
大中央車站曾作為以下列車的終點站：
- 巴爾的摩和俄亥俄鐵路：“首都特快”，“哥倫比亞人號”和“謝南多厄號”：開往紐約市，“芝加哥－華盛頓快線”開往華盛頓特區。此外還有一些列車開往馬里蘭州的坎波蘭以及西維吉尼亞州的惠靈。
- 芝加哥和大西部鐵路（至1956年）：“軍團號”（後更名為“明尼蘇達人號”）開往明尼蘇達州明尼阿波利斯。其它還有列車開往密蘇里州的堪薩斯城，內布拉斯加州的奧馬哈。
- 蘇線鐵路（1912-1965，之前和之後使用中央車站）：“湖人號”，至明尼蘇達州杜魯斯。
- 佩雷·馬凱特鐵路：“大急流城飛躍者號”和“大急流城快線”，前者開往密歇根州大急流城，後者開往馬斯基根。最後兩線都延伸至紐約州水牛城。[10]1947年佩雷·馬凱特鐵路併入切薩皮克和俄亥俄鐵路後，兩條線路合併改稱“佩雷·馬凱特號”。[11]
- 在1900年12月至1903年7月拉塞爾街車站改造期間，紐約中央鐵路和芝加哥，岩島和太平洋鐵路亦臨時使用本站。[12]

### 通勤列車
除城際列車外，本站亦曾有一系列通勤列車以服務芝加哥市内的民眾。為了迎接1893年芝加哥哥倫布紀念博覽會，巴爾的摩和俄亥俄鐵路開行了從大中央車站至傑克遜公園的通勤列車，中途停靠霍爾斯特德街，藍島大道，阿什蘭大道和奧格登大道。此外還有至少兩條平時通勤線路以大中央車站作為總站。一條由威斯康星中央鐵路經營，從大中央車站開往哈勒姆。另一條線路由芝加哥終點轉運鐵路從1900年開始經營（1910年被巴爾的摩和俄亥俄鐵路收購），從大中央車站開往芝加哥高地，途徑藍島，哈維，桑頓和格倫伍德。該條線路並未獲得商業上成功，1915年就宣布停運。此外其他鐵路公司並未在大中央車站開設通勤路線。

## 停用

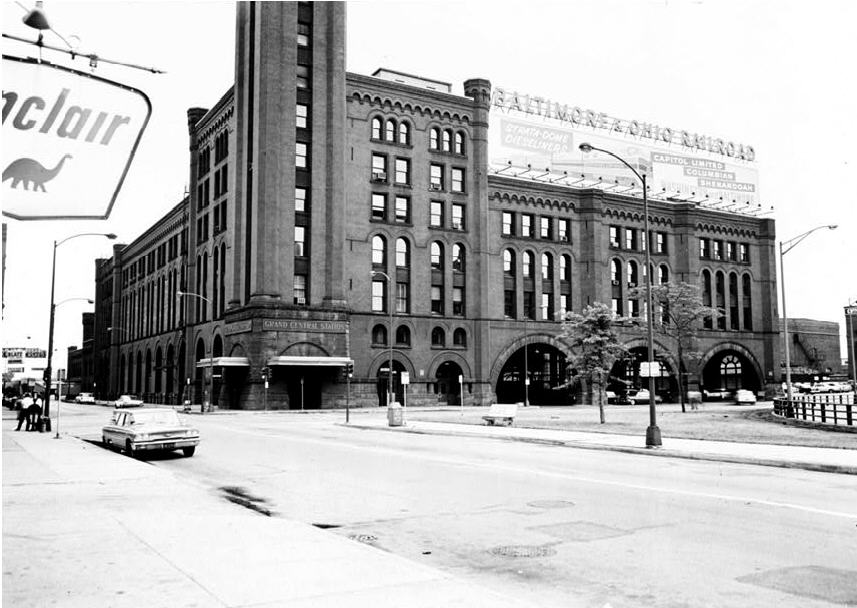
1963年時的大中央車站，從韋爾斯街車站南側拍攝

第二次世界大戰以後，原本就人流稀少的車站更加冷清，日收發列車數量從最繁忙的40次降低到26次。1940年代時，芝加哥和大西部鐵路日收發列車6次，1956年終於無以為繼宣布退出車站。到1963年，車站日收發列車僅剩10次，其中6次為巴爾的摩和俄亥俄鐵路的城際列車。隨著列車數目減少，旅客數量也隨之下降。1969年車站關閉時，日均客流僅210人次。
由於大中央車站規模小，年代久遠，客流幾稀，不斷有人要求芝加哥市政當局將南盧普區的幾個車站合併的呼聲。最終市政府實施了合併的政策，並最終導致了大中央車站在1969年走向了其“可悲的被廢棄的命運”。加之大中央車站糟糕的進出線路設計，大中央車站的一些使用鐵路公司陸續將其客運列車遷往其它車站。1963年蘇線鐵路的列車全部遷往中央車站。1969年11月8日，車站關閉停止使用，剩餘6次巴爾的摩和俄亥俄鐵路，以及原屬佩雷·馬凱特鐵路的客運列車悉數遷往西北車站。
大中央車站在原址廢棄了兩年，最後市區地皮和重新開發的價值還是壓倒了車站本身作為時代代表和建築傑作保留的價值。1971年，車站站房及路軌，月台全部被拆毀。

## 現狀
大中央車站關閉並拆毀後，其土地重新開發利用狀況一直不佳，直至現在，哈里森街，波克街，韋爾斯街和芝加哥河東岸的土地仍然是一片空白，為芝加哥市區少有的未開發之地，昔日月台的殘跡依稀可見。在該片土地以南新建了一座17層高的公寓樓以及被稱為“河城”的大型建築（由Bertrand Goldberg設計，此人同樣設計了芝加哥河畔傳奇建築馬里納城），起位置位於原車站軌道區和附屬調車場。“河城”計劃原本為從哈里森街至羅斯福公路的數個大型建築，包含了一座68層的辦公樓和公寓樓，但最後僅完成了一座較小的公寓樓。此外還有數個計劃在大中央車站原址建設寫字樓，公寓，商場等，但無一例外均被擱淺。
在大中央車站被廢棄後很長一段時間內，土地的所有權還保留在巴爾的摩和俄亥俄鐵路和其後繼者CSX運輸手中。2008年，CSX將韋爾斯街和哈里森街路口附近的一塊荒廢土地出售給斯科基市的一家土地開發商，以用來建設新型綜合樓。

### 傳奇
大中央車站被拆毀30年後，從芝加哥的城市記憶中迅速消失，如今只有當地歷史學家，建築學家和鐵道迷賦予其“芝加哥市舊鐵路車站的皇后”的稱號。歷史學家Carl W. Condit稱其為“一座被遺忘的芝加哥重要建築”。建築學家Harry Weese惋惜的把大中央車站的拆毀稱為“荒唐的毀滅”。Ira J. Bach在車站拆除時惋惜的說到：“芝加哥市拆除了一個銘記這個城市如何發達的豐碑：鐵路”。

### 巴爾的摩和俄亥俄鐵路開閉橋

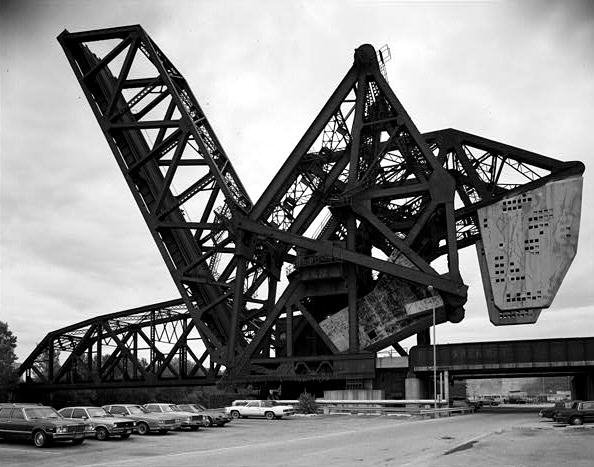
B&OCT的開閉橋至今仍矗立在芝加哥河上。照片攝於1988年，從橋的西北方向拍攝。該橋出於打開狀態，背景中另一座構造相似呈閉合狀態的鐵路橋由“聖查爾斯飛行鐵路”擁有

當大中央車站建成時，進入芝加哥的客運列車通過設在泰勒街和羅斯福路之間的一座建於1885年的鐵路橋跨越芝加哥河。1901年，該橋被重建並加高淨空以適應芝加哥河上日益增多的大型船舶。1930年代芝加哥市政當局開始對芝加哥進行整治並加寬，美國戰爭部要求巴爾的摩和俄亥俄鐵路在芝加哥河上增修一座開閉橋。新橋位於15街和16街之間，和聖查爾斯飛行鐵路芝加哥河鐵路橋緊鄰。兩橋構造相似，且同時建設。1930年新橋完工。新橋比原橋南移七個街區，相比舊線路稍線繞路。
該橋和聖查爾斯飛行鐵路橋同為單側旋回開啟的開閉橋，一端裝有巨大的配重塊。巴爾的摩和俄亥俄鐵路橋和聖查爾斯飛行鐵路橋各自擁有一個配重塊，並且兩橋之間還有一個巨大的共用配種塊，並只設一個控制室（設在巴爾的摩和俄亥俄鐵路橋）。該設計使得兩橋可以同時開閉，以簡化行程並加快開閉時間。大中央車站以及路軌被拆毀，但該橋被迫保留，以繼續控制仍在使用的聖查爾斯飛行鐵路橋的開閉。該橋目前處於永久開啓狀態，所有權為巴爾的摩和俄亥俄鐵路的後繼者CSX運輸（CSX並不擁有聖查爾斯飛行鐵路橋的產權，但要負責控制其開閉）。橋面和附近的路軌均被拆除，大橋西端的一端引橋和路基仍保留。
由於該橋結構上的特殊性，其鏽跡斑斑的橋體廢而不棄數十年，成為了芝加哥的一道奇觀。該橋的前途仍然未卜：既有可能繼續維持目前狀態，也可能在未來美國高速鐵路計劃中重新煥發青春，令人拭目以待。

## 外部連結
- 谷歌地圖: 41°52′24″N 87°38′03″W / 41.87333°N 87.63417°W